# Arte riminese
Lo sviluppo delle arti figurative a Rimini fu sempre condizionato in larga misura da apporti esterni, cui si devono opere assai rappresentative: l'assenza di una cultura artistica locale realmente attiva e autonoma spiega bene questo fenomeno, protrattosi nei secoli pur con alcune rare eccezioni. La dispersione e la distruzione di molte testimonianze d'arte, dovute specialmente ai bombardamenti della seconda guerra mondiale, non sempre consentono una lettura unitaria della storia artistica locale.

## Pittura e scultura

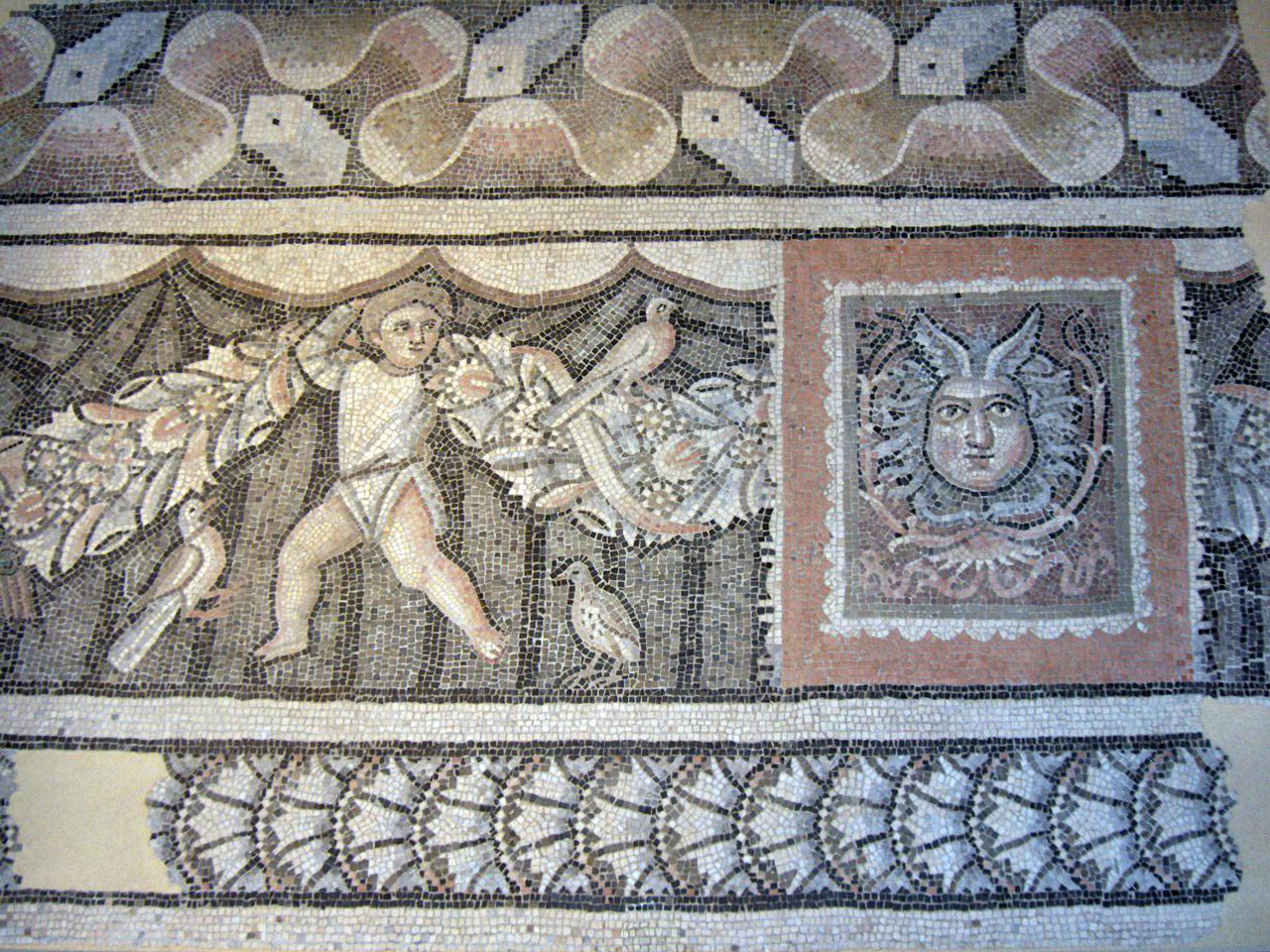
Cornice del mosaico di Anubi (Rimini, Museo della Città)

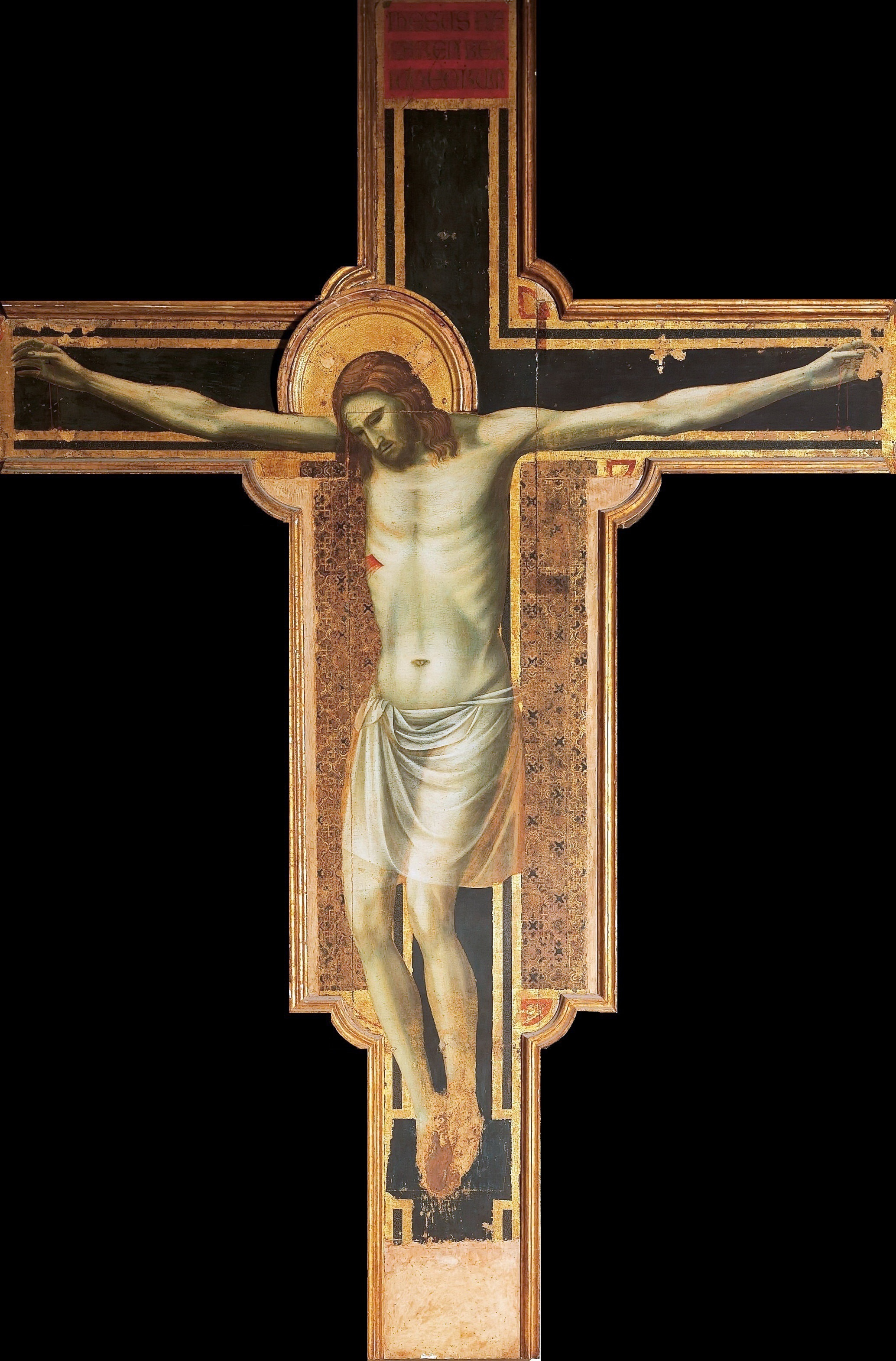
Giotto, Crocifisso (Rimini, Tempio Malatestiano)

In età romana Rimini fu un centro artistico importante, tanto per la presenza di ricche e pregevoli opere di importazione, quanto per lo sviluppo in loco di officine e scuole specializzate nella produzione di ceramiche, terrecotte architettoniche, bronzi artistici e mosaici.
La scultura, che raggiunse un elevato livello qualitativo per il modellato e la vivacità nell'uso del chiaroscuro, fu improntata a una certa influenza ellenistica. In pittura i principali temi decorativi, conosciuti attraverso rari e frammentari affreschi policromi a ornamento delle domus di Palazzo Arpesella e del chirurgo, furono in gran parte motivi vegetali e animali, imitazioni di cassettonati, scene di paesaggio e candelabre.
Fu specialmente l'arte del mosaico, documentata da un gran numero di pavimenti musivi, a raggiungere altissimi livelli tecnici. Mentre i mosaici più antichi, fino alla metà del I secolo d.C., erano concepiti come campi monocromi bianchi e neri, ornati da fasce perimetrali e disegni decorativi di piccole dimensioni, dal II secolo si diffusero anche grandi figurazioni. Nell'età dei Severi e per tutta la tarda antichità i mosaici riminesi furono caratterizzati da un accentuato uso del colore, scene con animali e divinità esotiche e fasce a motivi naturalistici, entro ricche e fastose cornici.
L'alto medioevo fu un lungo periodo di decadenza: le testimonianze artistiche di questi secoli sono estremamente rare, ad eccezione di frammenti architettonici e sculture in pietra provenienti dal grande portale della chiesa di San Francesco e da altri edifici cittadini.
Intorno al 1310 Giotto dipinse gli affreschi e il Crocifisso su tavola della chiesa di San Francesco: opere importantissime che furono determinanti per lo sviluppo della Scuola riminese del Trecento, espressione artistica autonoma e di alto livello. A tale scuola appartennero il Maestro dell'Arengo, Giovanni Baronzio, Neri, Giovanni, Giuliano e Francesco da Rimini, che eseguirono grandi cicli affrescati e crocifissi a Rimini, nelle Marche e nel Veneto.
Alla metà del Quattrocento Sigismondo Pandolfo Malatesta, per il monumento che doveva rendere immortale il suo nome, il Tempio Malatestiano, chiamò Agostino di Duccio e Piero della Francesca, il cui affresco, Sigismondo Pandolfo Malatesta in preghiera davanti a San Sigismondo, insieme al ritratto su tavola del signore custodito al Louvre, rappresenta una tappa fondamentale nel percorso stilistico del maestro toscano. Nella seconda metà del secolo giunsero a Rimini, sempre su commissione malatestiana, le opere di Giovanni Bellini (Pietà) e Domenico Ghirlandaio (Pala d'altare dei Santi Vincenzo Ferreri, San Sebastiano e San Rocco).

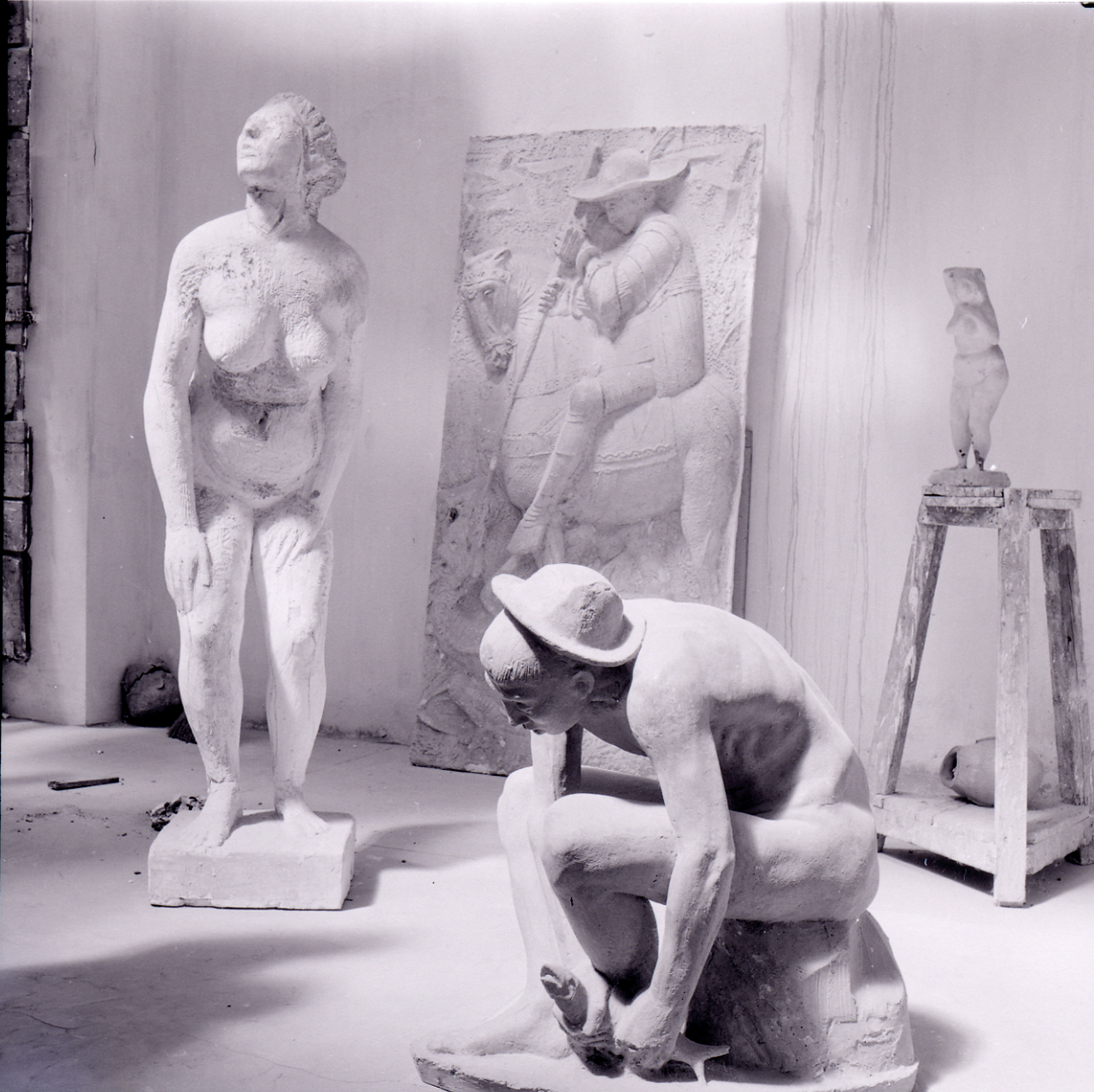
Opere nello studio di scultura di Elio Morri fotografate da Paolo Monti nel 1956

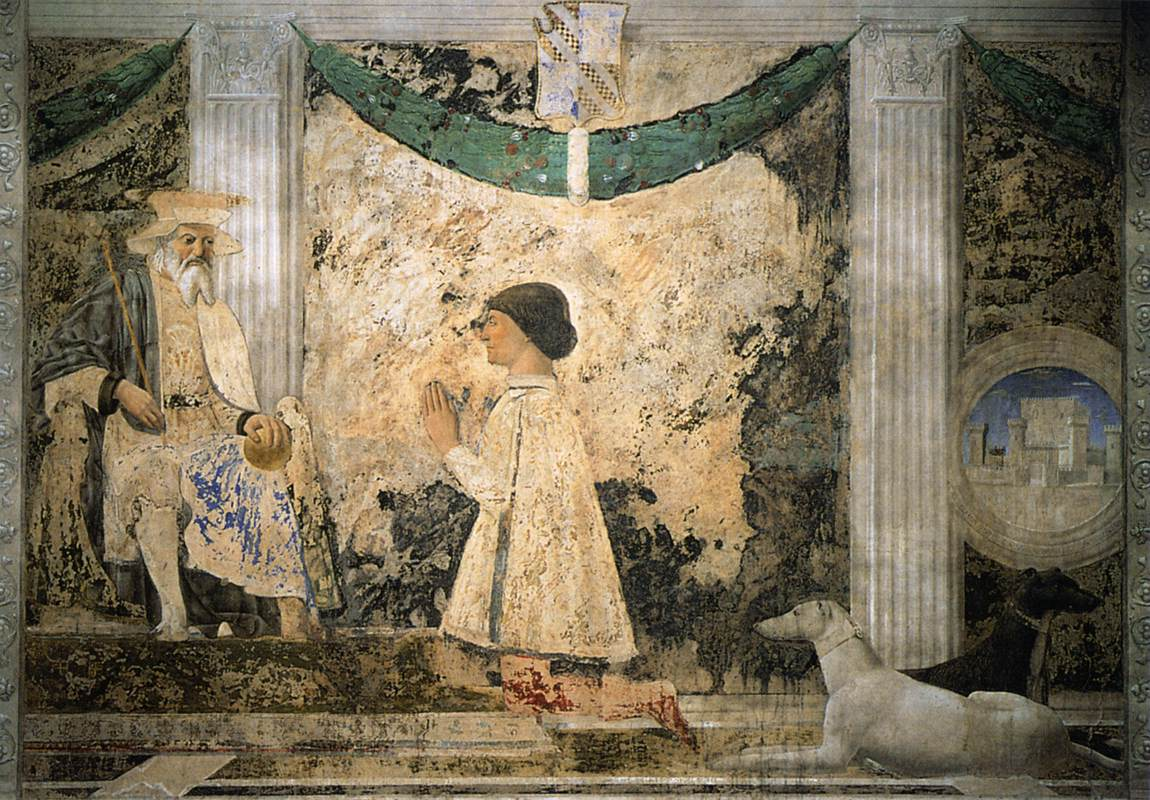
Piero della Francesca, Sigismondo Pandolfo Malatesta in preghiera davanti a San Sigismondo (Rimini, Tempio Malatestiano)

Intorno alla metà del XVI secolo una certa influenza della pittura veneta si ritrova sia nei grandi dipinti di Giorgio Vasari (l'Adorazione dei Magi per la chiesa abbaziale di San Fortunato e le Stimmate di San Francesco per il Tempio Malatestiano) che nelle tele di Paolo Veronese per la chiesa di San Giuliano, che dovettero suscitare un notevole interesse tra gli artisti riminesi.
La pittura barocca assunse spiccati accenti naturalistici nei dipinti di Guido Cagnacci e Giovan Francesco Nagli, detto il Centino, che si distinguono per le ricerche formali sull'uso della luce. Assai numerose furono nel XVIII secolo le opere venete, romane e bolognesi importate dagli ordini religiosi o eseguite in loco, come gli affreschi di Vittorio Maria Bigari e gli stucchi rococò di Ferdinando Bibiena per la chiesa di Sant'Agostino. Per tutto l'Ottocento l'arte riminese assunse un tono accademico e tradizionalista e rimase tale fino alla prima metà del secolo successivo.
Opere rappresentative dell'arte riminese del Novecento sono le sculture informali di Elio Morri e Arnaldo Pomodoro (autore del monumento funebre a Federico Fellini), le illustrazioni per grandi firme della moda di René Gruau, la street art di Eron; da ricordare inoltre i manifesti balneari di noti grafici e pittori italiani e stranieri, tra cui Adolfo Busi, Marcello Dudovich e Milton Glaser.

## Architettura

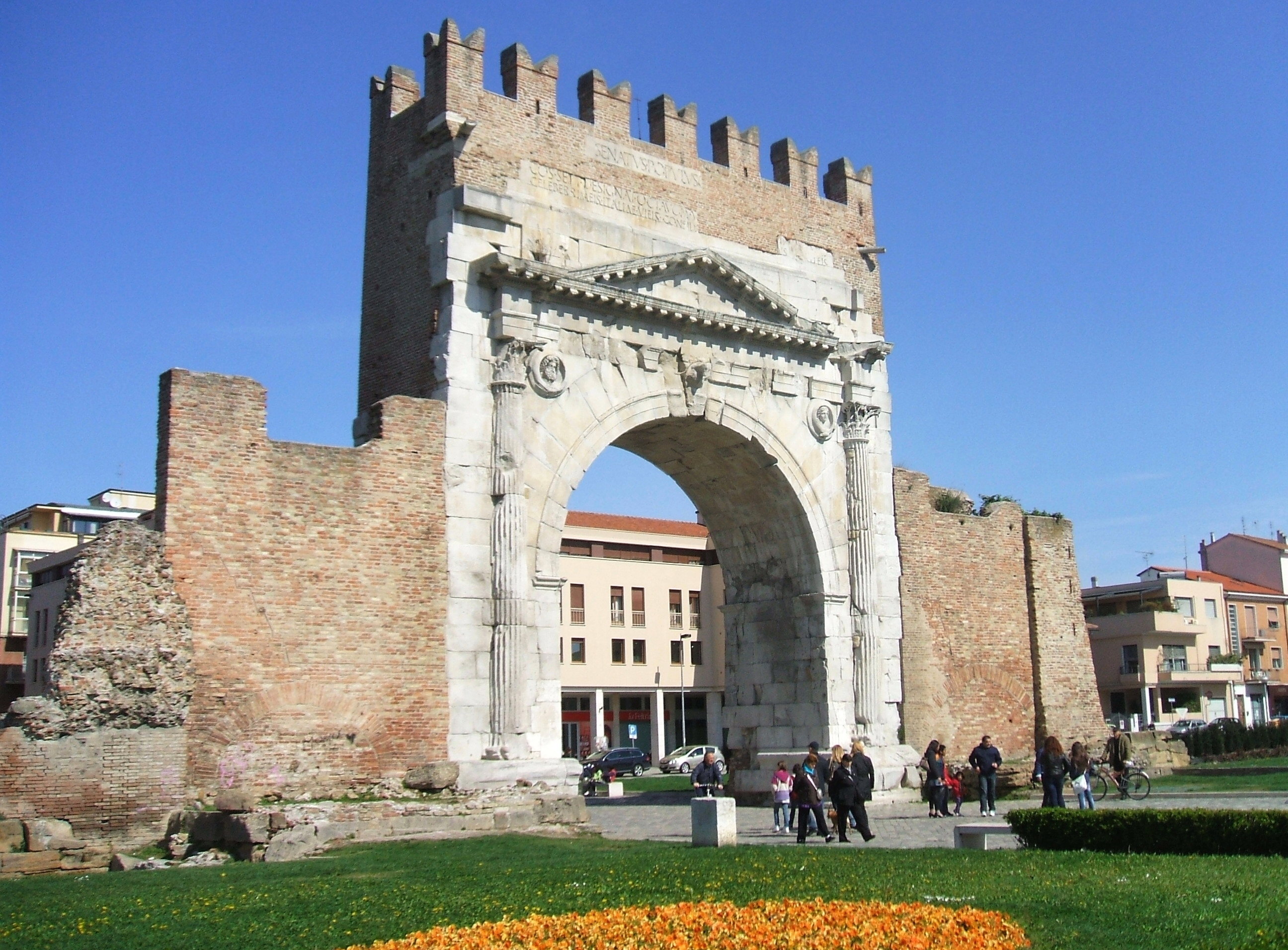
L'Arco d'Augusto

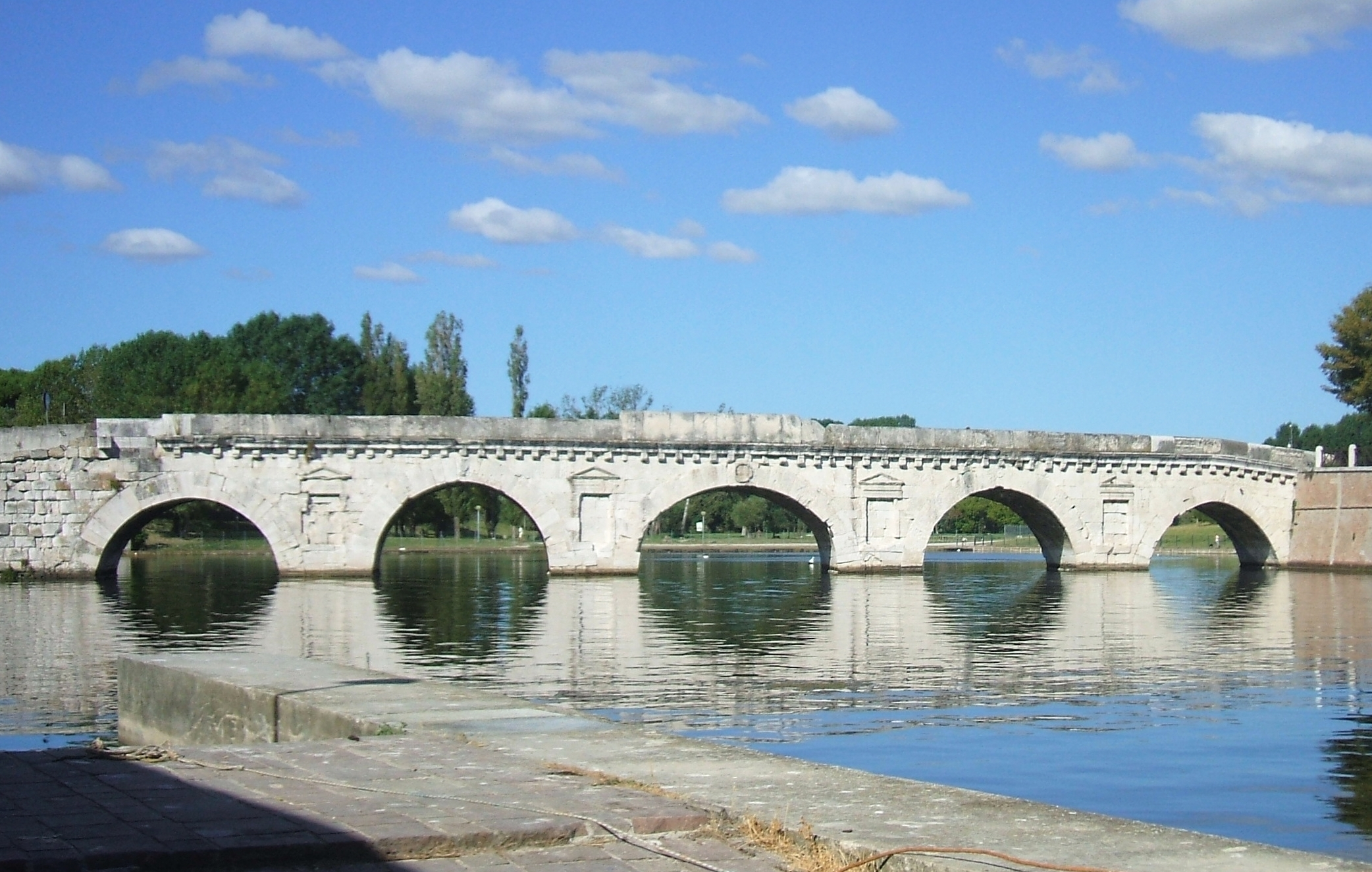
Il Ponte di Tiberio

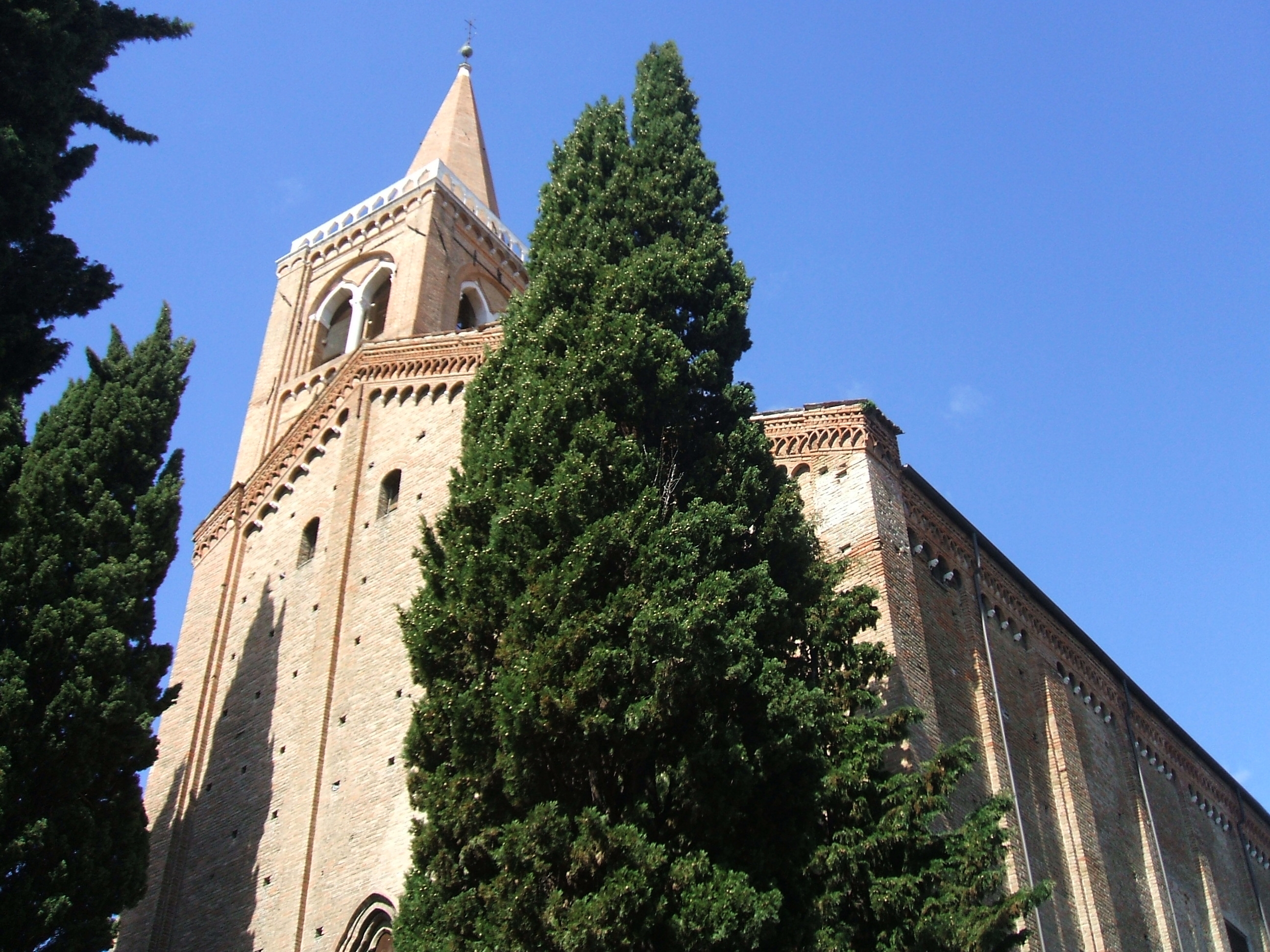
La chiesa di Sant'Agostino

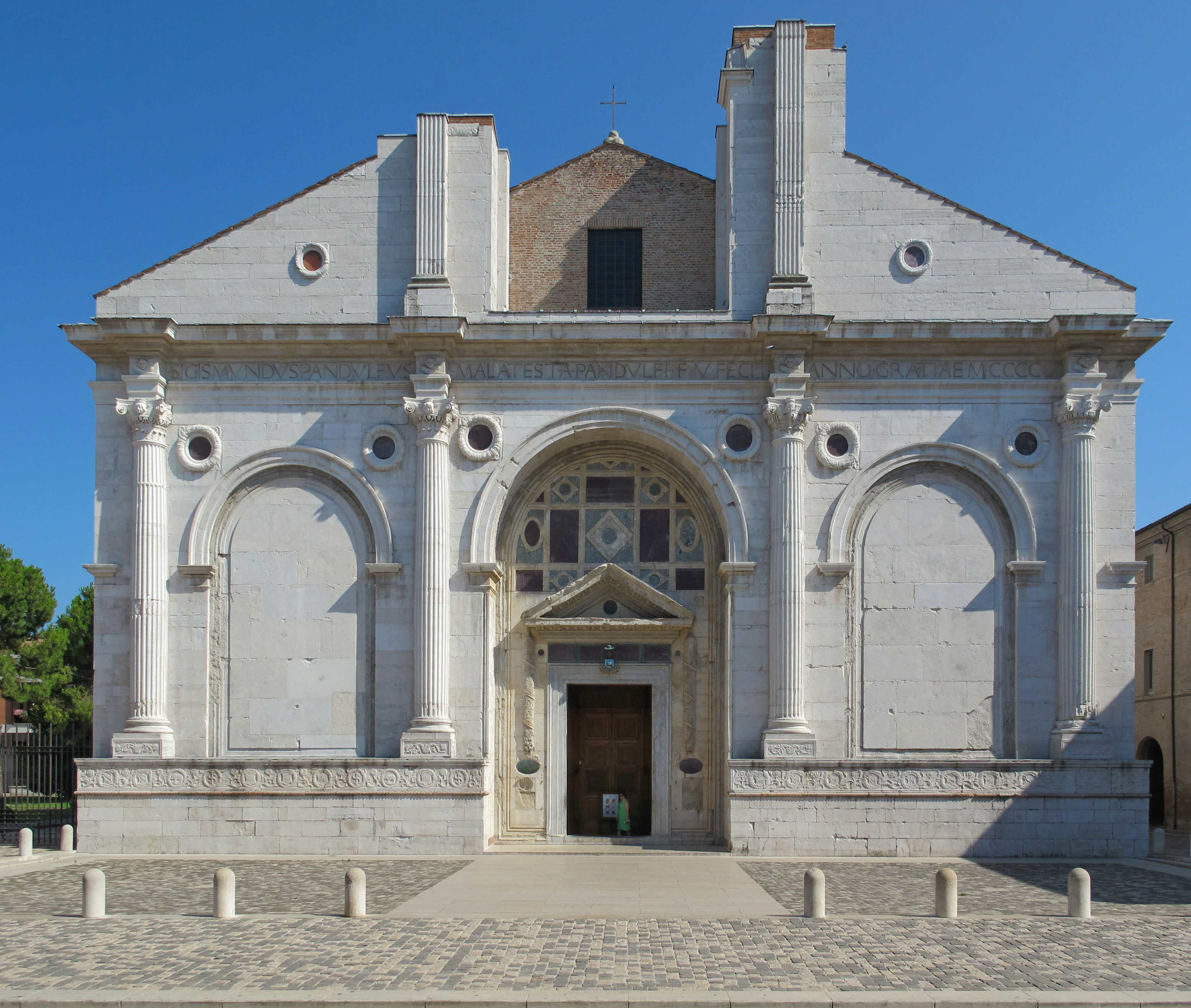
Il Tempio Malatestiano

I monumenti più grandiosi e rappresentativi dell'antichità a Rimini, l'Arco d'Augusto e il Ponte di Tiberio, assunti a emblema stesso della città, furono costruiti per iniziativa dall'imperatore Augusto. Entrambi gli edifici, espressione di gusti e significati non locali, ma propri dell'arte romana “centrale”, furono ammirati e studiati per la chiarezza del loro linguaggio e divennero fonte di ispirazione per l'architettura rinascimentale.
Grandi edifici pubblici e importanti luoghi collettivi (anfiteatro, teatro, foro, terme) sorsero nella prima età imperiale secondo forme architettoniche e modelli ormai consolidati. I caratteri tipologici dell'edilizia residenziale di età imperiale non hanno riscontri nelle regioni della Gallia Cisalpina, tanto per la complessità planimetrica, quanto per la ricchezza di ambienti di rappresentanza e la presenza di vasche ornamentali, comuni a tutte le abitazioni. Le condizioni climatiche non consentirono tuttavia, come nelle domus pompeiane, un grande sviluppo di spazi aperti quali atri, cortili e peristili, che risultano assai rari.
Assai scarse sono le testimonianze artistiche dell'Alto medioevo, che fu a Rimini un lungo periodo di decadenza; i più significativi sviluppi in architettura sono da ricercarsi nei primi luoghi di culto cristiani (basilica di San Gaudenzo, chiesa di San Michele in Foro, chiesa dei Santi Andrea e Donato), dei quali rimangono poche rovine.
Con l'istituzione del libero comune sorsero in fasi distinte le sedi del potere civile, Palazzo dell'Arengo e Palazzo del Podestà, che nonostante i restauri del 1919-23 hanno mantenuto integra la loro struttura originaria, sostanzialmente analoga a quella dei broletti dell'Italia settentrionale.
Le più importanti testimonianze dell'architettura ecclesiastica medievale, ad eccezione della chiesa di Sant'Agostino, l'unica che conserva l'originaria struttura e i caratteri gotici (slancio verticale, alti finestroni ogivali), sono andate perdute a causa di trasformazioni e demolizioni, che non risparmiarono neppure la Cattedrale, dedicata a Santa Colomba e distrutta nel XIX secolo.
Nella prima metà del Quattrocento, in un periodo di prosperità economica e di grande rinnovamento artistico e culturale, il signore di Rimini, Sigismondo Pandolfo Malatesta, le cui ambizioni di mecenatismo furono di certo finalizzate ad accrescere il suo prestigio, promosse la costruzione di opere architettoniche di assoluto rilievo.
Leon Battista Alberti, uno dei più colti e raffinati umanisti, architetto, filosofo, letterato e teorico dell'arte, fu l'autore dell'esemplare recupero del linguaggio classico nella fabbrica del Tempio Malatestiano. L'ambizioso progetto, rimasto incompiuto, prevedeva la trasformazione della chiesa di San Francesco, che secondo una tradizione ormai consolidata era divenuta luogo di sepoltura dei Malatesta, in un monumento celebrativo alla memoria del signore, della sua amante Isotta degli Atti e dei più illustri poeti e letterati della corte malatestiana.
Alberti progettò una facciata rigorosamente all'antica, riprendendo non le forme del tempio classico ma quelle dell'arco trionfale; tutto l'involucro esterno fu concepito indipendentemente dalla fabbrica preesistente, il cui interno, affidato a Matteo de' Pasti fu realizzato secondo un gusto gotico.
Un linguaggio tradizionale, forse più apprezzato da Sigismondo Pandolfo Malatesta e dalla sua corte, è una caratteristica comune anche a Castel Sismondo, antecedente di un decennio rispetto al Tempio, per l'irregolarità dell'impianto, l'uso dell'arco a sesto acuto, gli inserti ceramici e gli intonaci verdi e rossi (i colori malatestiani) che dovevano rivestire le cortine murarie.
Dopo la caduta dei Malatesta, perduto il ruolo di capitale, non si ebbero più grandi opere di architettura a Rimini; nel XVI e XVII secolo le più significative furono le chiese di San Giuliano e di San Girolamo, il tempietto di Sant'Antonio, la fontana della Pigna, i palazzi Garampi e Gambalunga.
L'architettura barocca sfuggì agli eccessi e ai fasti propri di questo stile e mantenne un carattere più sobrio e controllato, al pari delle coeve opere bolognesi.
Un vivace rinnovamento si ebbe nel Settecento con il bolognese Alfonso Torreggiani (Collegio dei Gesuiti) e con il riminese Giovan Francesco Buonamici, cui si devono la Torre dell'Orologio, la Pescheria, il Faro, la distrutta piazzetta dell'Episcopio e specialmente la chiesa di San Bernardino, di una raffinatezza ed una chiarezza compositiva che non hanno riscontro in altri edifici cittadini di questo secolo. Le opere neoclassiche più significative furono realizzate tutte da architetti forestieri: Giuseppe Valadier (Palazzo Valloni), Giuseppe Achilli (Convento degli Agostiniani) e Luigi Poletti (Teatro comunale).
Tra la fine del XIX secolo e gli inizi del XX, secondo il nuovo gusto borghese per lo storicismo eclettico ed il linguaggio dell'Art Nouveau, sorsero grandi alberghi, villini e stabilimenti per l'alta società, concepiti come volumi tradizionali ma arricchiti da decorazioni floreali e motivi esotici.
Nel complesso scenario dell'architettura contemporanea, in cui convivono, anche per le caratteristiche proprie della città balneare – soggetta ad un continuo rinnovamento – espressioni tra loro molto differenti, spiccano le opere di Paolo Portoghesi, Massimiliano Fuksas, Mario Cucinella, Ron Arad, studio GMP (Gerkan, Marg und Partner) e i grandi progetti per la spiaggia e il nuovo lungomare di Norman Foster e Jean Nouvel.